# Todenfeld
Todenfeld ist ein Stadtteil von Rheinbach und eine Ortschaft im Rhein-Sieg-Kreis in Nordrhein-Westfalen. Bis 1969 war Todenfeld eine selbständige Gemeinde. Mit der kommunalen Neuordnung wurde Todenfeld einer von neun Ortsteilen und ist mit über 400 Metern ü. NN, gemessen am Hochbehälter, die höchstgelegene Ortschaft der Stadt Rheinbach.

## Geographie
Der Ort liegt rund 6 km südlich der Rheinbacher Kernstadt an der L492 auf den Höhen der nördlichen Eifel im Ahrgebirge unmittelbar an der Landesgrenze zu Rheinland-Pfalz. Nachbarorte sind im Südosten Bad Neuenahr-Ahrweiler, Südwesten Bad Münstereifel, Nordwesten Euskirchen und Nordosten Meckenheim. Die nächstgelegenen Bahnhöfe sind Rheinbach und Meckenheim an der Bahnstrecke der Voreifelbahn Bonn-Euskirchen, und die nächste Autobahnanschlussstelle ist Rheinbach/ Meckenheim an der A 61.
Der Ort ist landwirtschaftlich strukturiert und zudem Wohnort für Pendler nach Rheinbach, Meckenheim, Bonn und in die Kölner Bucht.
In der Gemarkung Todenfeld entspringen der Schnellchesbach, Eulenbach und Hilberather Bach, die alle zur Swist entwässern.
Todenfeld wurde am 1. August 1969 in die Stadt Rheinbach eingegliedert.

## Ortsvorsteher
Nachstehende Ortsvorsteher wurden nach der kommunalen Neugliederung vom 1. August 1969 gewählt und ernannt:
- n.n.
- Josef Bauer (1998–2009)[3]
- Ralf Richard (2009–2011)
- Dr. Reinhard Ganter (2011– …)[4]

AnmerkungOrtsvorsteher verblieben nach der Wahl jeweils kommissarisch im Amt, bis zur Ernennung der Nachfolger.

## Erdbebenmessstation
In einem Gebäude, das die Universität Bonn über viele Jahre als Observatorium nutzte, ist seit 1996 auf 400 m Höhe eine Erdbebenmessstation des Geologischen Dienstes Nordrhein-Westfalen untergebracht. Der Geologische Dienst des Landes Nordrhein-Westfalen ist u. a. zuständig für die Erdbebenüberwachung und die Bewertung der Erdbebengefährdung in Nordrhein-Westfalen.
Todenfeld hat eine sogenannte Mikrobebenstation, die selbst kleinste Erderschütterungen mit Magnituden unter 0,5 auf der Richterskala registrieren kann, weshalb z. B. innerhalb eines Radius von 17,5 Kilometern um die Messanlage auf die Errichtung von Windenergieanlagen verzichtet werden soll, da die Rotoren Erschütterungen erzeugen, die sich im Boden ausbreiten und die Messungen stören können, denn Erdbeben und Windkraftanlagen senden Signale im gleichen Frequenzband aus. Seit Ende 2022 ist im gleichen Gebäude auch ein Supraleitgravimeter installiert, mit dem winzige Änderungen im Milliardstel-Bereich der Schwerkraft gemessen werden können. Es ist eines von nur vier vergleichbaren Instrumenten in Deutschland. Damit lassen sich z. B. minimale Änderungen von Grundwasserständen (wichtig in Zeiten des Klimawandels), die Verformung der Erde aufgrund der Anziehungskräfte von Mond und Sonne, Bewegungen des Erdkerns sowie Erdbeben messen.

## Entwicklung der Einwohnerzahl
Einwohnerzahl ab 2019, gesamt mit Haupt- und Nebenwohnung.
| Jahr | Einwohner | Delta |
| ---- | --------- | ----- |
| 1816 | 72 1      |       |
| 1852 | 123       | 51    |
| 1905 | 105       | −18   |
| 1939 | 90        | −15   |
| 1946 | 104       | 14    |

| Jahr | Einwohner | Delta |
| ---- | --------- | ----- |
| 1969 | 179       | 75    |
| 1998 | 321       | 142   |
| 20.. |           |       |
| 2019 | 370       |       |
| 2020 | 365       | −5    |

| Jahr | Einwohner | Delta |
| ---- | --------- | ----- |
| 2021 | 379       | 14    |
| 2022 | 383       | 4     |
| 2023 | 378       | −5    |
| 2024 | 377 2     | −1    |
| 2025 |           |       |